# Transformatorenhaus Rudolf-Breitscheid-Straße

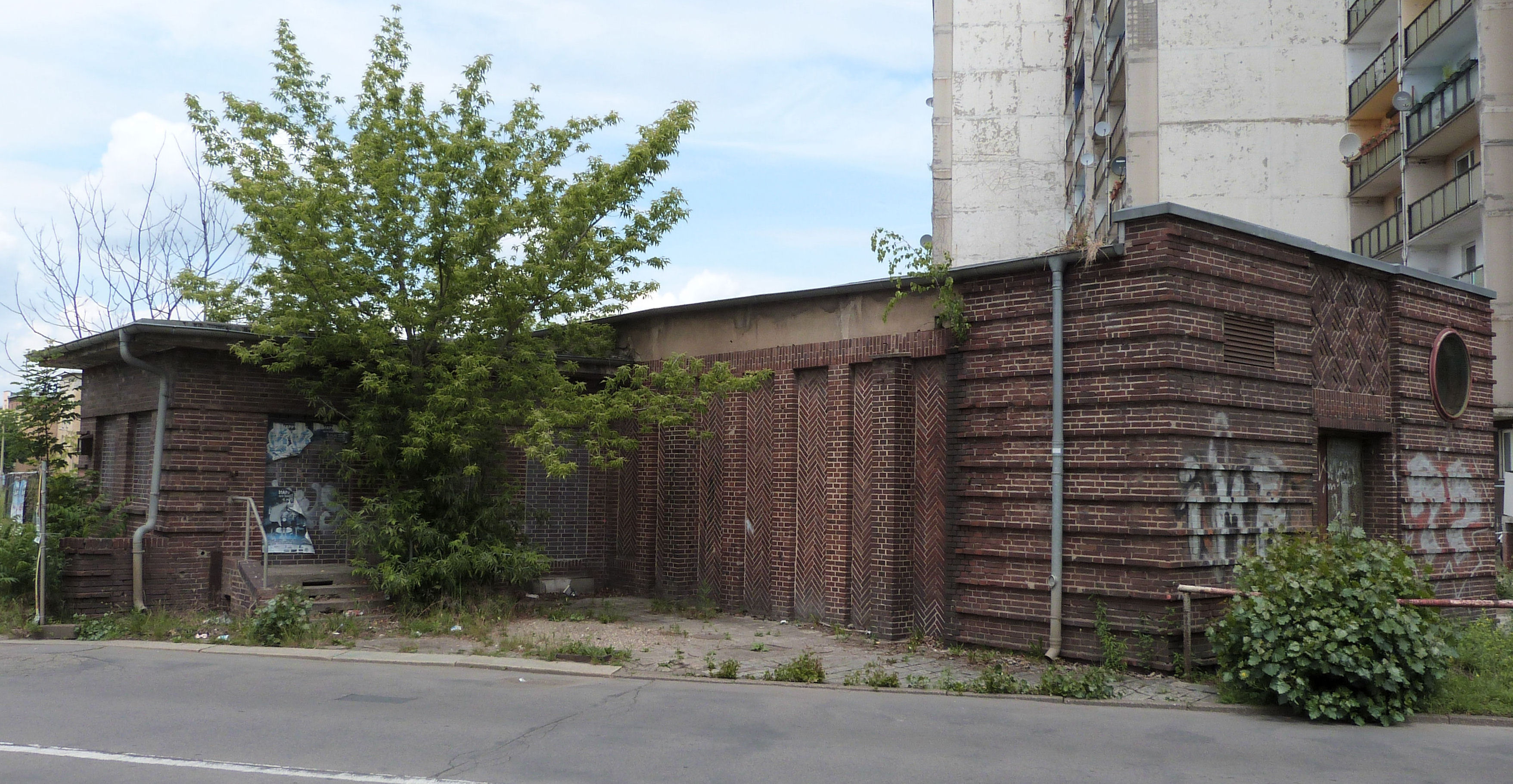
Transformatorenhaus Rudolf-Breitscheid-Straße

Das Transformatorenhaus Rudolf-Breitscheid-Straße ist ein für das Stromnetz der Stadt Halle (Saale) errichtetes Gebäude, das unter Denkmalschutz steht.

## Geschichte
Zu den von Stadtbaurat Wilhelm Jost in den 1920er Jahren im Auftrag der Werke der Stadt Halle AG (WEHAG) rund um die Altstadt angeordneten Bauten, die die Stromversorgung modernisieren und dezentralisieren sollten, indem sie die Umstellung von Gleichstrom auf Wechselstrom ermöglichten, zählt neben dem Transformatorenhaus Universitätsring im Norden, dem Umspannwerk Stadtpark im Osten, dem Transformatorenhaus Moritzzwinger im Südwesten und dem Umspannwerk Hallmarkt im Westen der Altstadt auch das Transformatorenhaus an der Rudolf-Breitscheid-Straße (damals Königstraße). Hier – südöstlich der Altstadt im damaligen Königsviertel – entstand nahe der Mündung der Turmstraße in die Lindenstraße (heute Willy-Brandt-Straße) im Jahr 1928 erneut eine Transformatorenstation mit Nebennutzung.
Aufgrund der Nähe zur Fernverkehrsstraße 91 nach Merseburg entschied man sich hier – wie schon zuvor beim ebenfalls an einer Chaussee zu findenden Transformatorenhaus Trotha – eine Tankstelle einzurichten. Zudem richtete man im Kellergeschoss eine Bedürfnisanstalt ein. Ziel derartiger Nebennutzungen der Gebäude war es, den Menschen die Angst vor dem „Stromhäuschen“ im Wohnviertel zu nehmen, zumal diese anfangs lautere Geräusche machten. Die Tankstelle wurde später geschlossen, die Bedürfnisanstalt ist nicht mehr öffentlich zugänglich. Nach dem Umbau des nahen Riebeckplatzes in den 1960er-Jahren wurde das Gebäude zunehmend vernachlässigt: Die Fenster wurden mittlerweile zugemauert und Teile des historischen Gebäudes wurden verändert. Es steht seit langer Zeit leer.

## Baubeschreibung
Das Gebäude besteht aus einem rechteckigen Hauptbau und einem südwestlich angebauten Bau mit quadratischem Grundriss. Der eingeschossige Ziegelbau besitzt ein Flachdach, das in der Mitte herausgehoben ist. Der Anbau weist eine kleine Freitreppe auf, die früher ummauert war, sowie ein kleines Halbrund an der Südseite. Auf seinem Dach befindet sich ein Entlüftungsschacht. Der Hauptbau besitzt Eingänge an der Nordwest- und an der Südostseite, über denen die Fassade jeweils etwas über Dachhöhe hinausgeschoben wurde.
Wie bei anderen Gebäuden von Jost (Umspannwerk Stadtpark, Transformatorenhaus Moritzzwinger) werden die Ecken durch horizontal angeordnete Backsteinreihen betont, die man auf die Fassade aufsetzte und die einen turmartigen Effekt erzeugen. Die Fassade wurden an verschiedenen Stellen expressionistisch gestaltet, was man insbesondere durch Flechtmuster erreichte, die sich auch an anderen Bauten – etwa dem Transformatorenhaus Huttenstraße – wiederfinden. Zudem besitzen die Fassaden rechteckige Fenster, teils waren sie aber auch rund beziehungsweise quadratisch gestaltet. Dadurch entsteht eine größere Abwechslung im Aussehen von verschiedenen Seiten.
Das Transformatorenhaus ist als Baudenkmal im Denkmalverzeichnis mit der Erfassungsnummer 094 97028 eingetragen.